# Susan Blakeslee

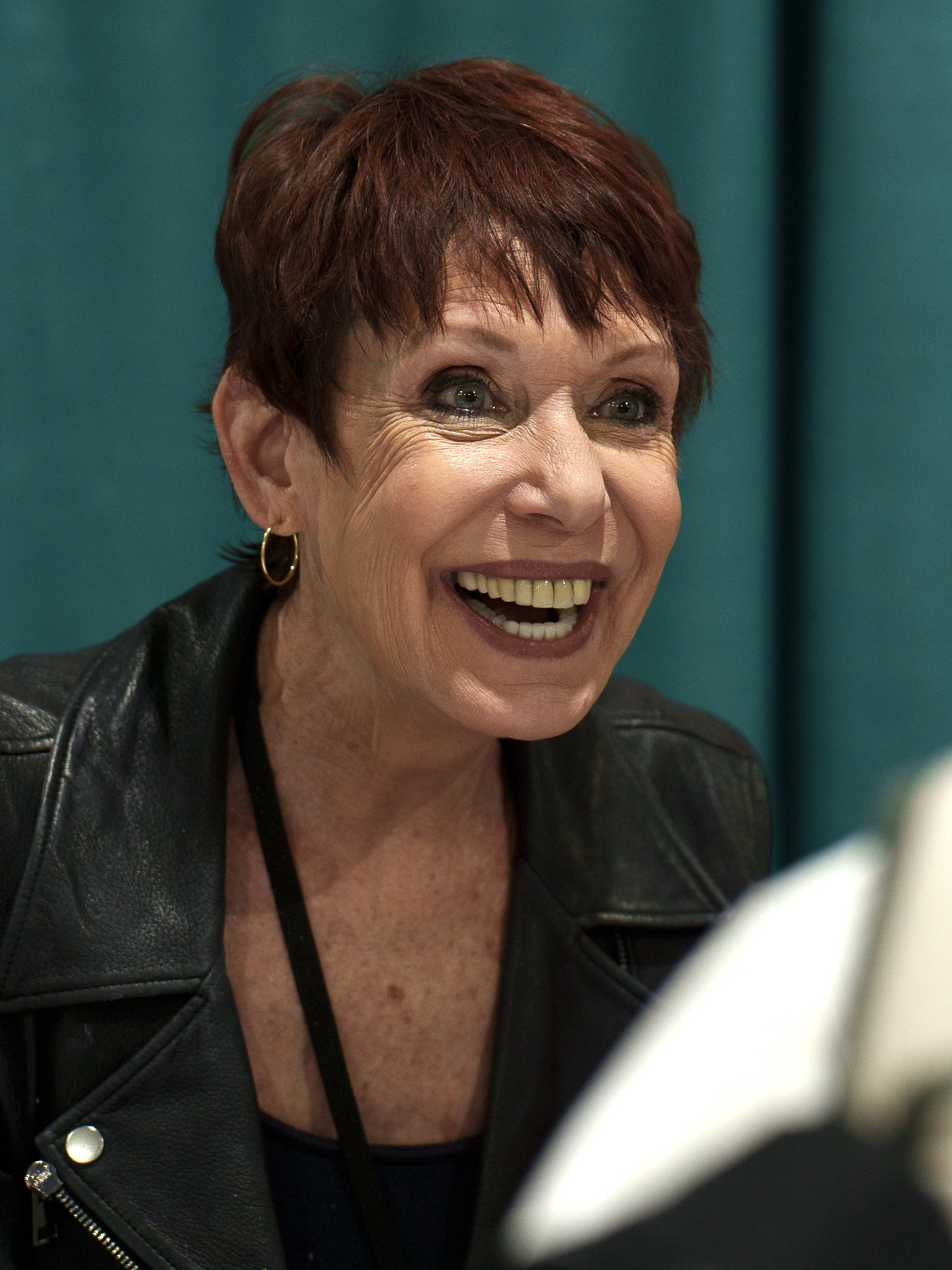
Blakeslee (2025)

Susan Ann Blakeslee; auch: Susanne Blakeslee oder Suzanne Blakeslee (* 27. Januar 1956 in Los Angeles, Kalifornien) ist eine US-amerikanische Synchronsprecherin und Schauspielerin.

## Leben
Als Synchronsprecherin sprach Blakeslee von 2001 bis 2017 Wanda und Mrs. Turner in der Zeichentrickserie Cosmo & Wanda – Wenn Elfen helfen. Außerdem war sie unter anderem in den Serien Disneys Tarzan (als Kala), Mickys Clubhaus (als Cruella de Vil), Willkommen bei den Louds (als Agnes Johnson) und DuckTales (als Rita Rührig) zu hören. Als Schauspielerin war Blakeslee unter anderem in der Fernsehserie Frasier zu sehen.

## Synchronisation (Auswahl)
- 1995: The Twisted Tales of Felix the Cat (2 Folgen)
- 1997–2001: Die Biber Brüder (3 Folgen)
- 1998: Cow and Chicken – Muh-Kuh und Chickie (3 Folgen)
- 2001: Cinderella 2 – Träume werden wahr
- 2001: Disneys Tarzan (7 Folgen)
- 2001–2002: Mickys Clubhaus (8 Folgen)
- 2001–2017: Cosmo & Wanda – Wenn Elfen helfen (158 Folgen)
- 2002: 101 Dalmatiner Teil 2 – Auf kleinen Pfoten zum großen Star!
- 2004: Powerpuff Girls (1 Folge)
- 2004–2006: Jimmy Neutron (3 Folgen)
- 2005: Totally Spies! (1 Folge)
- 2005–2007: American Dragon (5 Folgen)
- 2006: Danny Phantom (1 Folge)
- 2006–2014: Winx Club (17 Folgen)
- 2007: Tauschrausch (2 Folgen)
- 2007: Shrek der Dritte
- 2008–2011: Phineas und Ferb (4 Folgen)
- 2010: Die Pinguine aus Madagascar (1 Folge)
- 2013–2014: Kung Fu Panda (2 Folgen)
- 2016–2019: Willkommen bei den Louds (17 Folgen)
- 2017: Bunsen ist ein Biest (1 Folge)
- 2017–2019: DuckTales (6 Folgen)
- 2019–2020: Rapunzel – Die Serie (10 Folgen)
- 2019–2022: Disney Amphibia (3 Folgen)
- 2022: Cosmo & Wanda: Wenn Elfen weiterhelfen (Fernsehserie, Stimme)
- 2024: Alone in the Dark (Computerspiel)

## Filmografie (Auswahl)
- 1995: Saved by the Bell: The New Class (1 Folge)
- 1997: Caroline in the City (1 Folge)
- 1998: Frasier (1 Folge)